# Promieniowanie kosmiczne

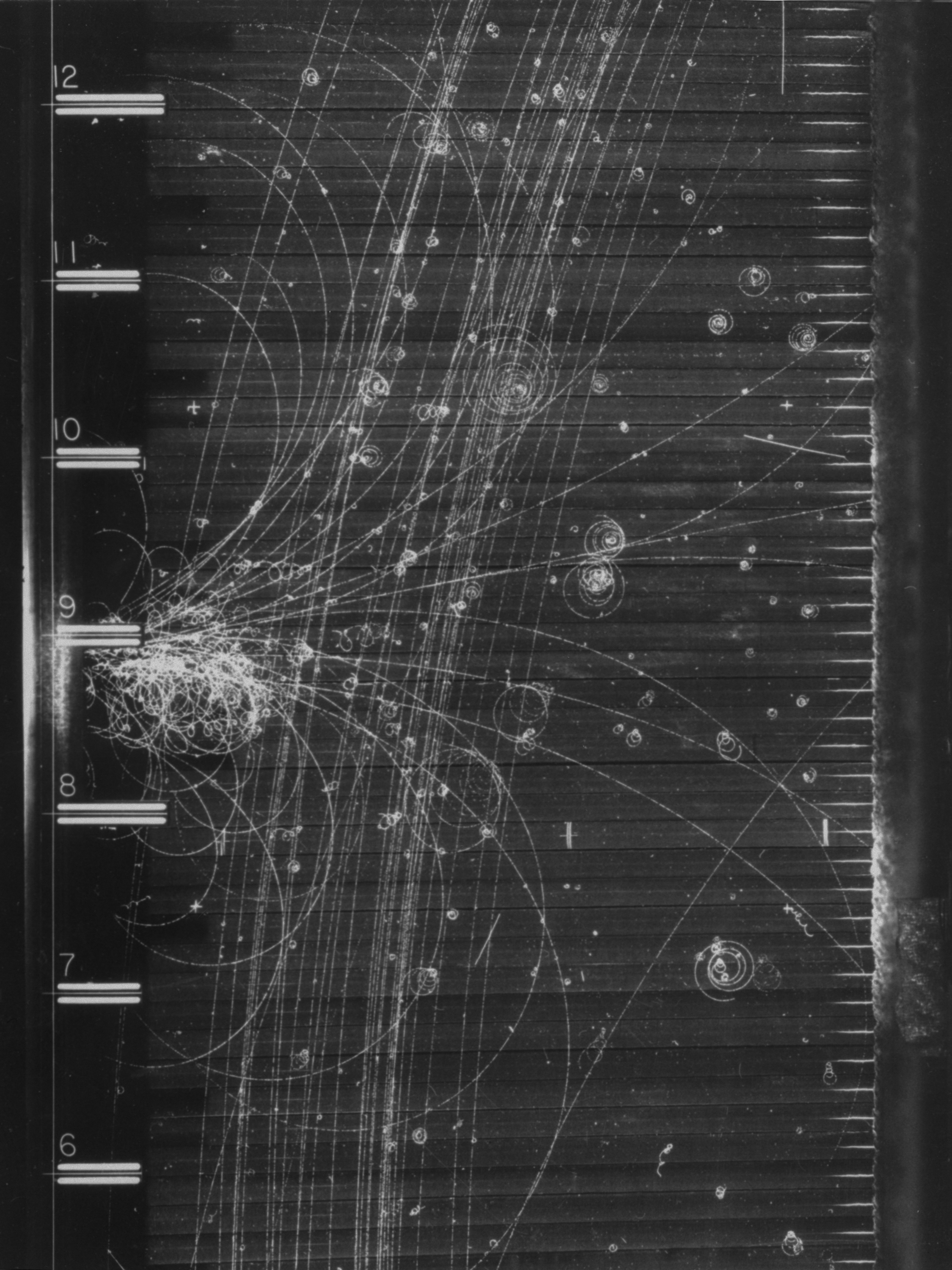
Tory cząstek promieniowania kosmicznego zarejestrowane na fotografii (1960)

Promieniowanie kosmiczne – promieniowanie złożone, zarówno korpuskularne jak i elektromagnetyczne, docierające do Ziemi z otaczającej ją przestrzeni kosmicznej. Wyróżnia się dwa rodzaje promieniowanie kosmicznego:
- pierwotne – pochodzące bezpośrednio z Kosmosu;
- wtórne – powstałe w reakcjach promieniowania kosmicznego pierwotnego z jądrami atomów gazów atmosferycznych.

Korpuskularna część promieniowania składa się głównie z protonów (90% cząstek), cząstek alfa (9%), elektronów (ok. 1%) i nielicznych cięższych jąder.

## Historia odkrycia
Promieniowanie kosmiczne powoduje zwiększenie jonizacji powietrza wraz ze wzrostem wysokości. Po raz pierwszy stwierdził ten fakt V.F. Hess w 1912 roku (podczas lotu balonowego) i jego uważa się za odkrywcę promieniowania kosmicznego. Hipoteza, że jonizacja ta jest wynikiem promieniowania dochodzącego spoza atmosfery ziemskiej, wywołała sporo kontrowersji i dopiero przeprowadzone w latach 1923–26 doświadczenia R.K. Millikana całkowicie ją potwierdziły; Millikan też wprowadził nazwę promieniowanie kosmiczne. Pierwotnie do badania promieniowania kosmicznego stosowano komory jonizacyjne i liczniki Geigera-Müllera służące do rejestracji fotonów i cząstek naładowanych elektrycznie. W 1929 Dmitrij Skobielcyn, przy pomocy komory Wilsona umieszczonej w polu magnetycznym, odkrył powstawanie pęków wtórnego promieniowania kosmicznego.

## Promieniowanie pierwotne
Pierwotne promieniowanie kosmiczne pada na zewnętrzne warstwy atmosfery Ziemi z prędkością bliską prędkości światła w próżni. Zderzenia cząstek promieniowania pierwotnego z atomami atmosfery powodują powstawanie strumienia wysokoenergetycznych elektronów, protonów, mionów i fotonów – tak zwane wtórne promieniowanie kosmiczne.
W skład pierwotnego promieniowania kosmicznego wchodzą głównie protony, cząstki alfa, jądra innych lekkich pierwiastków oraz bardzo niewielka liczba jąder pierwiastków o średnich masach; obserwuje się także pierwotne elektrony, fotony i znikomą liczbę cząstek neutralnych. Energie cząstek pierwotnego promieniowania kosmicznego dochodzą do 1011 GeV.

## Promieniowanie wtórne
Oddziaływanie pierwotnego promieniowania kosmicznego z atomami atmosfery ziemskiej jest przyczyną powstawania promieniowania wtórnego. Po wejściu do atmosfery cząstki pierwotne zderzają się z jądrami gazów atmosferycznych, tak że do poziomu morza już prawie nie docierają. Zderzeniom tym towarzyszy na ogół rozbicie jąder gazów atmosferycznych i ewentualnie także cząstki pierwotnej. Przy takim rozbiciu powstają protony i neutrony (mające na ogół dostateczne energie, by móc rozbijać kolejne jądra w następnych zderzeniach) oraz unoszące większość energii, krótko żyjące cząstki elementarne: miony, mezony π i hiperony. Cząstki te odkryto po raz pierwszy w promieniowaniu kosmicznym. Jeśli cząstka pierwotna niosła dostatecznie dużo energii, to powstają także pary p-p i n-n (proton-antyproton, neutron-antyneutron). Najobficiej występującymi cząstkami wtórnymi są mezony π, przy czym naładowane π żyją dostatecznie długo, by móc oddziaływać jądrowo tak samo jak protony czy neutrony. Tak więc jądrowe oddziaływania w atmosferze na danej wysokości są wywołane wtórnymi protonami, neutronami i mezonami π oraz zachowanymi cząstkami pierwotnego promieniowania kosmicznego.
Neutralne mezony π szybko rozpadają się na fotony, często tworzące następnie parę elektron-pozyton, elektrony wysyłają znów fotony itd. W ten sposób powstaje elektronowo-fotonowa tak zwana miękka składowa promieniowania kosmicznego, stanowiąca około 30 procent promieniowania docierającego do powierzchni Ziemi. Natężenie tej składowej na górnej granicy atmosfery jest właściwie zerowe. Z rozpadów mezonów π powstają także miony, które nie oddziałują z jądrami, a więc tracą energię tylko w procesie jonizacji i znikają wskutek rozpadu. Ponieważ ich czas życia jest stosunkowo długi, stają się one dominującą (około 70 procent) składową wtórnego promieniowania kosmicznego, docierającego do poziomu morza. Składowa mionowa jest twardą, to znaczy bardzo przenikliwą składową promieniowania kosmicznego. Jak wykazują doświadczenia, miony przenikają na znaczne głębokości (300 m) pod powierzchnię Ziemi. Część mionów rozpadających się w atmosferze dostarcza do promieniowania wtórnego elektronów.
Kaskada powstających w ten sposób cząstek tworzy tak zwany pęk atmosferyczny.

## Wysokoenergetyczne cząstki pierwotnego promieniowania kosmicznego
Jedna wysokoenergetyczna cząstka (zwykle proton) lub kwant promieniowania gamma o energii 1020 eV może spowodować powstanie w atmosferze wielkiego pęku atmosferycznego. Do powierzchni Ziemi dociera wówczas cała kaskada cząstek rozprzestrzeniona na dużym obszarze. Badając wielkość tego obszaru, rozkład energii i liczbę cząstek, można wnioskować o energii cząstki pierwotnej, która wywołała tę kaskadę. 
Zakres energii cząstek promieniowania kosmicznego obejmuje aż 12 rzędów wielkości, od 109 eV do 1021 eV. Jego rozkład energetyczny jest nietermiczny i w przybliżeniu można opisać go funkcją potęgową. Charakterystyczne dodatkowe cechy tego rozkładu to tzw. „kolano”, czyli zmiana nachylenia widma potęgowego przy energii około 5x1015 eV, oraz spłaszczenie przy energii około 3x1018 eV.
Ponadto, przy energii około 5x1019 eV, pojawia się tak zwany efekt GZK (od nazwisk fizyków Greisena, Zatsepina i Kuźmina).
Przy tej energii widmo promieniowania kosmicznego powinno być zmodyfikowane wskutek oddziaływania z fotonami mikrofalowego promieniowania tła i utraty energii przez cząstki. Efekt został najpierw przewidziany teoretycznie, a jego 
potwierdzenie było możliwe dopiero niedawno dzięki nowoczesnym detektorom, a wcześniej niemożliwe z uwagi na duże błędy pomiarowe.

## Detektory promieniowania kosmicznego
Obecnie do detekcji promieniowania kosmicznego używa się liczników i detektorów promieniowania np. komór pęcherzykowych i liczników scyntylacyjnych.
Rekonstrukcja energii i kierunku dochodzącego do Ziemi promieniowania kosmicznego jest możliwa dzięki użyciu sieci detektorów naziemnych, które rejestrują wtórne strumienie cząstek przy powierzchni Ziemi. Z kolei sieci teleskopów optycznych, rejestrujące emisję fluorescencyjną powstałą wskutek wzbudzenia atomów azotu w atmosferze Ziemi, służą do zrekonstruowania profilu pęku.
Obecnie działające sieci detektorów wysokoenergetycznego promieniowania kosmicznego to między innymi 
Obserwatorium Pierre Auger w Argentynie i Telescope Array Project w USA. Są to obserwatoria hybrydowe, zawierające oba typy detektorów, dzięki czemu informacja uzyskana z teleskopu fluorescencyjnego służy do kalibracji energetycznej detektora cząstek.
W Japonii do 2004 roku działało obserwatorium AGASA, zaś amerykański High Resolution Fly's Eye (HiRes) zakończył działalność w 2006 roku.

## Izotropia promieniowania kosmicznego
Promieniowanie kosmiczne dochodzi do Ziemi ze wszystkich kierunków prawie jednakowo. Dużą zmienność obserwuje się jedynie w składowej niskoenergetycznej. Ponieważ promieniowanie kosmiczne tworzą cząstki naładowane, podlegają one wpływowi ziemskiego pola magnetycznego. Okazało się, że natężenie tego promieniowania w zakresie energii mniejszych niż 1 GeV, mierzone na określonej wysokości, zależy od szerokości magnetycznej miejsca obserwacji. Na równiku natężenie to jest małe, a w okolicy bieguna magnetycznego – największe. Przyczyną tego zjawiska jest kształt torów cząstek elektrycznie naładowanych w polu magnetycznym Ziemi. Zasięg cząstek promieniowania kosmicznego w atmosferze, w obszarze owalu zorzowego, jest większy niż na równiku i skutkiem tego protony i elektrony o określonych energiach docierają na mniejszą odległość od powierzchni Ziemi w obszarze polarnym.
Drugim efektem geomagnetycznym jest asymetria wschód-zachód. Naładowane cząstki promieniowania kosmicznego dryfują w dipolowym polu magnetycznym Ziemi w kierunku zachodnim lub wschodnim, zależnie od znaku ładunku elektrycznego. Jednocześnie niewiele z tych cząstek wykonuje pełny obieg Ziemi, wytwarzając różnicę potencjału elektrycznego na przeciwległych krańcach magnetosfery.
Natężenie niskoenergetycznej składowej promieniowania kosmicznego, o energii mniejszej od 1 GeV, zależy od fazy cyklu aktywności słonecznej. W okresie minimum jest niższe, a w maksimum – wyższe, gdyż cząstki w tym zakresie energii pochodzą głównie ze Słońca.

## Źródła promieniowania kosmicznego
Część promieniowania kosmicznego o niższych energiach pochodzi z rozbłysków słonecznych (obserwuje się wyraźną korelację między rozbłyskami i nagłymi wzrostami liczby cząstek promieniowania kosmicznego o energiach od 100 MeV do kilku GeV), których liczba znacznie się zwiększa w szczycie liczby plam słonecznych.
Według powszechnie przyjętych teorii uważa się, że większość promieniowania kosmicznego pochodzi z wybuchów gwiazd nowych i supernowych. Gwiazdy te emitują naładowane cząstki, które w przestrzeniach międzygwiazdowych mogą być rozpędzane przez istniejące pola magnetyczne i elektryczne. Obserwacje dokonane przez satelitę PAMELA wskazują jednak na niewielką różnicę w prędkości pomiędzy protonami a atomami helu, co może wskazywać na inny, nieznany jeszcze mechanizm powstawania promieniowania kosmicznego
Źródłem promieniowania kosmicznego mogą być również gwałtowne procesy mające miejsce w centrum naszej Galaktyki, jak również w centrum Grupy Lokalnej Galaktyk.